# Joachim Gruner
Joachim Gruner (* 18. August 1933 in Berlin-Neukölln; † 23. September 2011 in Berlin) war ein deutscher Komponist und Schlagzeuger.

## Leben
Gruner erhielt als Kind Unterricht in Klavier, Orgel und Violine. Nach dem Abitur, das er aus politischen Gründen in West-Berlin ablegte, arbeitete er zwei Jahre in einem chemischen Betrieb in Ost-Berlin, bevor er 1953 ein Studium an der West-Berliner Musikhochschule aufnahm. Er wurde von Hans Lembens in Pauken und Schlagzeug, von Heinz Friedrich Hartig in Harmonielehre, von Boris Blacher in Instrumentation und von Ernst Pepping in Kontrapunkt unterrichtet. Von Blacher und Hartig erhielt er zudem private Unterrichtsstunden, durch die er die zeitgenössische Musik kennenlernte.
Nach Abschluss des Studiums ging Gruner als Schlagzeuger ans Staatstheater Schwerin und wechselte nach einer Spielzeit an die Städtischen Bühnen Erfurt. Von 1962 bis zum Ende seines Arbeitslebens war er an der Komischen Oper Berlin beschäftigt, wo er dem Chefdirigenten Kurt Masur, den er in Schwerin kennengelernt hatte, wiederbegegnete und Walter Felsenstein als Intendanten erlebte.
Durch die Komische Oper als Arbeitsumfeld erhielt er Kompositionsaufträge, wie die Vier sinfonischen Capricen für Blasorchester, mit denen er die Aufmerksamkeit Klaus-Peter Bruchmanns erregte. Es folgten weitere Werke für Blechbläser, aber auch kammermusikalische Werke für verschiedene Besetzungen und zwei Opern.
Sein musikalischer Nachlass befindet sich im Deutschen Komponistenarchiv im Europäischen Zentrum der Künste Hellerau.